# دکتر اختاپوس
دکتر اختاپوس (به انگلیسی: Doctor Octopus) با نام اصلی اوتو گونتر اکتاویوس یک شخصیت خیالی ابرشرور در کتاب‌های کامیک آمریکایی منتشر شده توسط مارول کامیکس است. این شخصیت توسط نویسنده استن لی و طراح استیو دیتکو خلق شده‌است؛ و برای نخستین بار در شمارهٔ ۳ از مجلهٔ مرد عنکبوتی شگفت‌انگیز در ژوئیه ۱۹۶۳ حضور پیدا کرد. دکتر اختاپوس یک دانشمند دیوانه بسیار با هوش است، که اغلب به عنوان مردی کوتاه‌قد و چهارشانه، و نزدیک‌بین تصویر می‌شود که از چهار مفصل مکانیکی فوق‌العاده قوی استفاده می‌کند و به عنوان یکی از برجسته‌ترین دشمنان شخصیت ابرقهرمان مرد عنکبوتی، به ترتیب تحت عنوان‌های دکتر اختاپوس و مرد عنکبوتی برتر شناخته می‌شود.
آلفرد مولینا نقش این شخصیت را در فیلم‌های مرد عنکبوتی ۲ (۲۰۰۴) و مرد عنکبوتی: راهی به خانه نیست (۲۰۲۱) ایفا کرده‌است.

## زندگی‌نامه ساختگی شخصیت

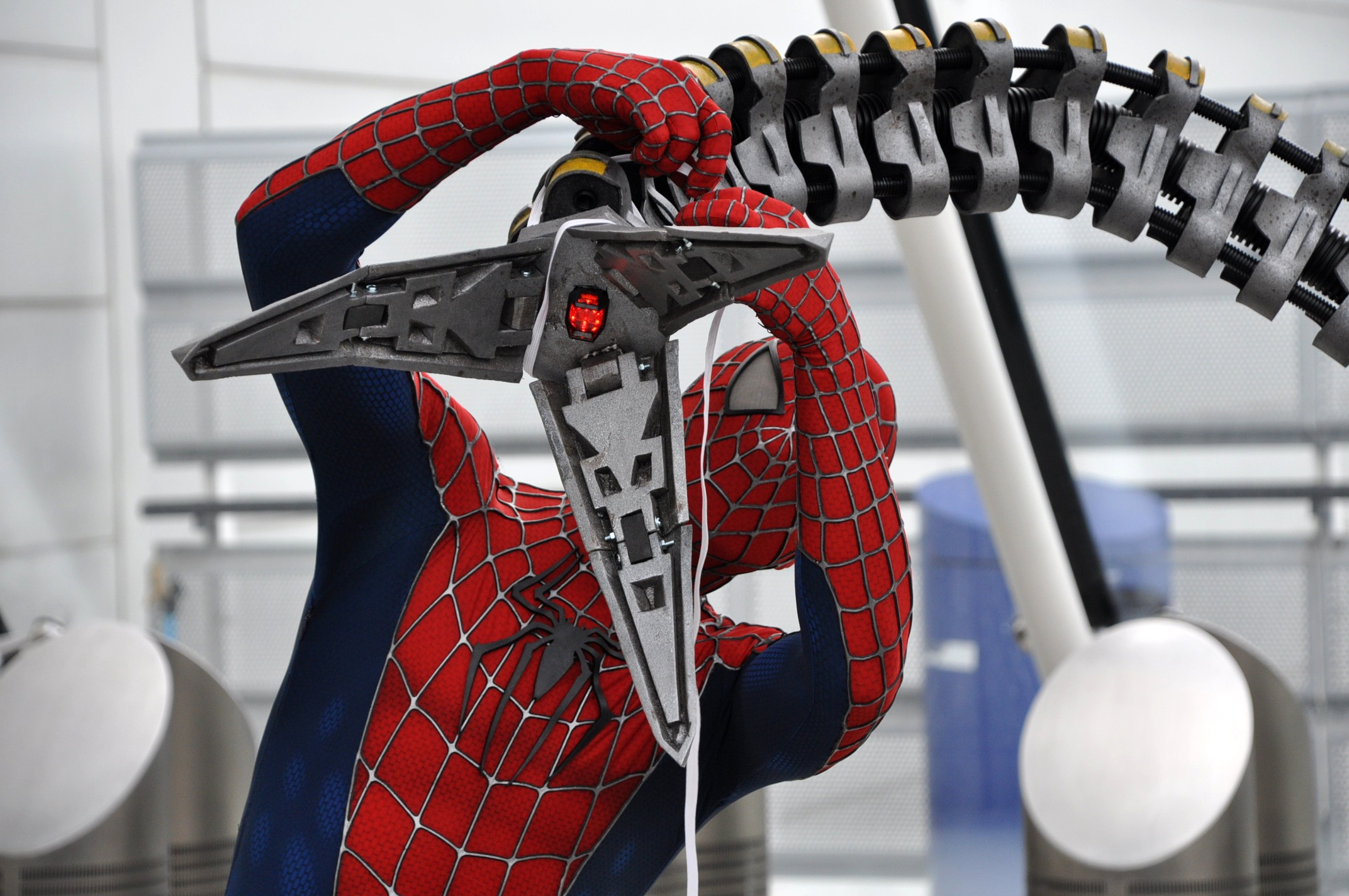
کاسپلی دکتر اختاپوس و مرد عنکبوتی در کامیک کان لندن ۲۰۱۳.

اوتو اکتاویوس در ابتدا تنها یک دانشمند به شدت برجسته در رشته فیزیک اتمی بود با توجه به این که در کار وی استفاده از تشعشعات خطرناک به شدت زیاد بود ناچار بود با استفاده از چهار بازوی مکانیکی فعالیت‌های علمی خود را پیش ببرد به همین خاطر همکارانش به او لقب دکتر اختاپوس را داده بودند تا قبل از سانحه‌ای که باعث شد بازوهای مکانیکی به بدن او متصل و غیرقابل جدا شدن بشود اتو شخصیتی آرام و قابل ترحم داشت، اما بعد از سانحه او به نوعی دچار اختلال شخصیت شد و تصمیم گرفت که دست به اعمال شرورانه در شهر نیویورک بزند، اما در این بین یک ابرقهرمان به نام مرد عنکبوتی را سد راه خود دید و تمام تلاش خود را برای ازمیان برداشتن او انجام داد. وی اولین دشمنی بود که موفق شد مردعنکبوتی را شکست دهد. او گروهی موسوم به شش خبیث را تشکیل داد که شامل شخصیت‌هایی همچون میستریو، کریون شکارچی، کرکس، مرد شنی و الکترو می‌شد.

## مرد عنکبوتی برتر
دکتر اختاپوس اولین دشمن مرد عنکبوتی بود که موفق شد مرد عنکبوتی را در اقدامی جنجالی به قتل برساند. در واقع در شماره ۷۰۰ کمیک مرد عنکبوتی شگفت‌انگیز اکتاویوس ذهن پیتر پارکر را وارد جسم در حال مرگ خود کرد و ذهن خود را وارد بدن پیتر پارکر کرد سپس تحت تأثیر خاطرات پیتر پارکر تبدیل به یک ابرقهرمان به نام اسپایدرمن برتر شد و طی این اتفاقات کمیک استریپی جدید بنام «اسپایدرمن برتر» جای سری مرد عنکبوتی شگفت‌انگیز را برای مدتی گرفت و پس از ۳۲ شماره دوباره سری اسپایدرمن شگفت‌انگیز برگشت. مردعنکبوتی برتر با جسم پیتر پارکر و ذهن اتو اکتاویوس پایه‌گذاری شده بود شخصیتی که بشدت به زندگی ابرقهرمانی مرد عنکبوتی لطمه زد وی معشوقه مردعنکبوتی گربه سیاه را از او جدا کرد و صنایع پارکر را تأسیس کرد.

## زندگی در یک بدن کلون شده!
پس از رویداد توطئه کلونی دکتر اکتاویوس ذهن خود را به یک بدن کلون شده از پیتر پارکر که DNA اش با DNA دکتر اکتاویوس ترکیب شده بود (و تفاوت ظاهری با پیتر پارکر داشت) منتقل کرد و حالا با آنا ماریا زندگی می‌کند.

## در رسانه‌ها
شخصیت دکتر اختاپوس در فیلم مرد عنکبوتی ۲ (۲۰۰۴) به کارگردانی سم ریمی، و با درخشش آلفرد مولینا اقتباس شد. این شخصیت در اکثر انیمیشن‌های ساخته شده بر اساس اسپایدرمن به عنوان یکی از شخصیت‌های منفی اصلی و تأثیرگذار حضور داشته‌است.